# Ster van Zwolle 2013
La Ster van Zwolle 2013, cinquantatreesima edizione della corsa, valida come evento dell'UCI Europe Tour 2013 categoria 1.2, si svolse il 2 marzo 2013 su un percorso di 177 km. Fu vinta dall'olandese Dylan van Baarle, che giunse al traguardo in 4h 04' 12" alla media di 43,48 km/h.

## Squadre e corridori partecipanti
| N.      | Cod. | Squadra                     |
| ------- | ---- | --------------------------- |
| 1-8     | KOG  | Koga Cycling Team           |
| 11-18   | RIJ  | Cyclingteam De Rijke-Shanks |
| 21-28   | CJP  | Cyclingteam Jo Piels        |
| 31-38   | MET  | Metec-TKH Continental       |
| 41-48   | RB3  | Rabobank Development Team   |
| 51-58   | ARH  | Atlas Personal-Jakroo       |
| 61-68   | DOL  | Doltcini-Flanders           |
| 71-78   | TSP  | Nutrixxion-Abus             |
| 81-88   | MMM  | Team 3M                     |
| 91-98   | GLU  | Team Cult Energy            |
| 101-108 | CCD  | Team Differdange-Losch      |
| 111-118 | TJM  | Joker-Merida                |
| 121-128 | NSP  | NSP-Ghost                   |

| N.      | Cod. | Squadra                       |
| ------- | ---- | ----------------------------- |
| 131-138 | TRS  | Team Quantec-Indeland         |
| 141-148 | VBG  | Team Vorarlberg               |
| 151-158 |      | Lotto-Belisol U23             |
| 161-168 |      | Baby Dump-Lemmens-Wilvo       |
| 171-178 |      | Croford Cycling Team          |
| 181-188 |      | Parkhotel Valkenburg          |
| 191-198 |      | Ruiter Dakkapellen Wielerteam |
| 201-208 |      | Schijf-Koopmans               |
| 211-218 |      | Wv De Ijsselstreek            |
| 221-228 |      | Wv De Hanzerenners            |
| 231-238 |      | Owc Oldenzaal                 |
| 241-248 |      | De Peddelaars-Meteoor         |

## Ordine d'arrivo (Top 10)
| Pos. | Corridore          | Squadra     | Tempo    |
| ---- | ------------------ | ----------- | -------- |
| 1    | Dylan van Baarle   | Rabobank    | 4h04'12" |
| 2    | Marco Brus         | Baby Dump   | s.t.     |
| 3    | Elmar Reinders     | Metec-TKH   | s.t.     |
| 4    | Jeff Vermeulen     | Metec-TKH   | s.t.     |
| 5    | Daniel McLay       | Lotto U23   | s.t.     |
| 6    | Maarten van Trijp  | Rabobank    | s.t.     |
| 7    | Mads Würtz Schmidt | Cult Energy | s.t.     |
| 8    | Peter Schulting    | Parkhotel   | s.t.     |
| 9    | Johim Ariesen      | Jo Piels    | s.t.     |
| 10   | Tino Thömel        | NSP-Ghost   | s.t.     |